# Dolenja vas pri Temenici
Dolenja vas pri Temenici – wieś w Słowenii, w gminie Ivančna Gorica. W 2018 roku liczyła 21 mieszkańców.